# Magnolia braianensis
Magnolia braianensis är en magnoliaväxtart som först beskrevs av François Gagnepain, och fick sitt nu gällande namn av Richard B. Figlar. Magnolia braianensis ingår i släktet Magnolia och familjen magnoliaväxter. Inga underarter finns listade i Catalogue of Life.